# Colegiata de Santa María la Mayor (Bolea)

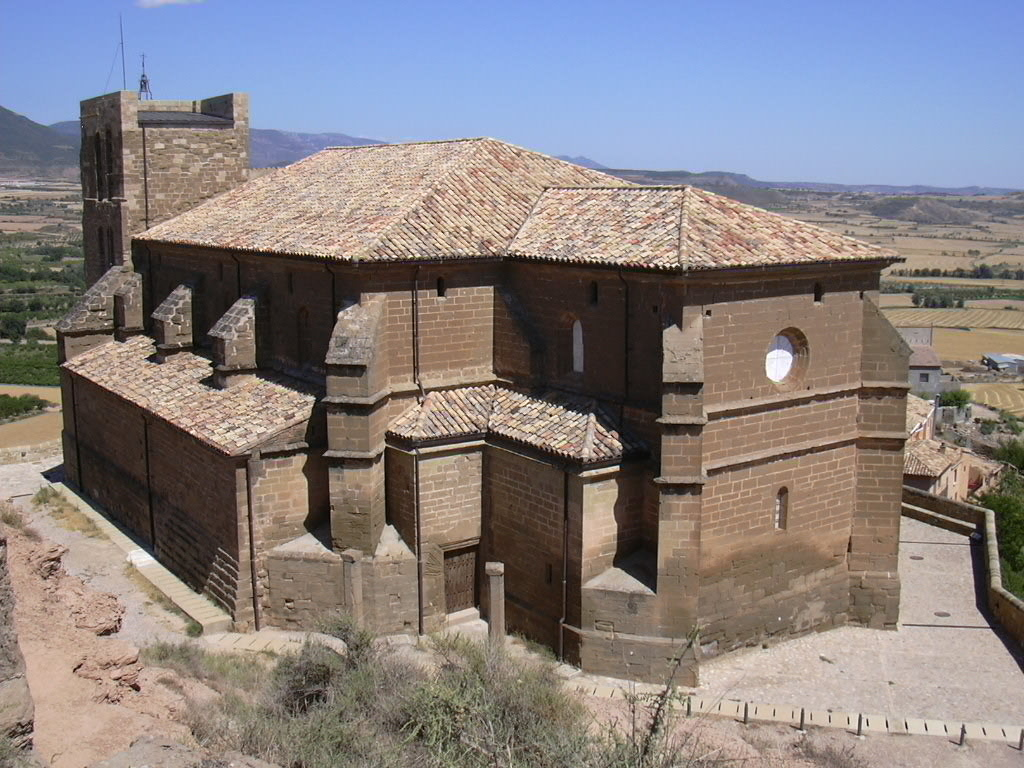
Vista de la Colegiata.

La colegiata de Santa María la Mayor es una iglesia gótica del siglo XVI sita en Bolea, en la provincia de Huesca, Aragón, España.

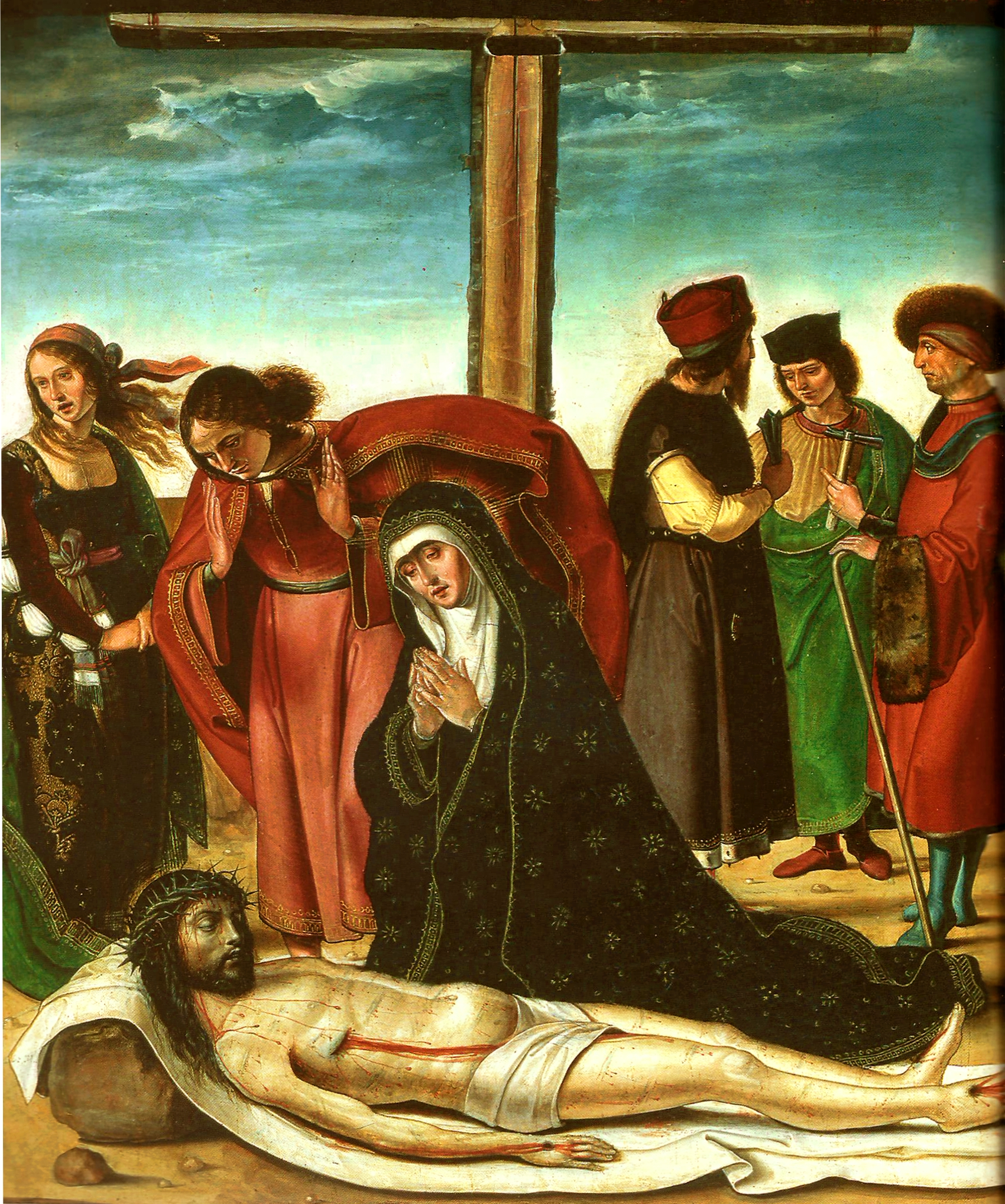
Maestro del retablo de Bolea, Lamentación sobre Cristo muerto. Panel del banco del retablo mayor, pintado entre 1499 y 1503.

## Historia
La iglesia se encuentra en los terrenos del antiguo castillo-palacio árabe que servía de defensa de Al-Ándalus frente a los reinos cristianos del norte. En la torre y las base de algunos muros todavía se conservan restos de este edificio.
En este terreno también hubo una iglesia románica anterior, de la que la colegiata aprovechó los cimientos.
Desde su construcción fue Priorato de la Capilla Real de Montearagón hasta 1571, año en el que pasa a formar parte de la diócesis de Huesca, ya como colegiata.
Declarada Monumento Histórico Artístico Nacional el 23 de febrero de 1983. Actualmente se llama oficialmente Iglesia Parroquial de Santa María la Mayor.
En 1991 se creó la “Asociación de Amigos de la Colegiata de Bolea” que actualmente se responsabiliza del mantenimiento, protección y promoción de los aspectos culturales y turísticos del edificio.

## Arquitectura

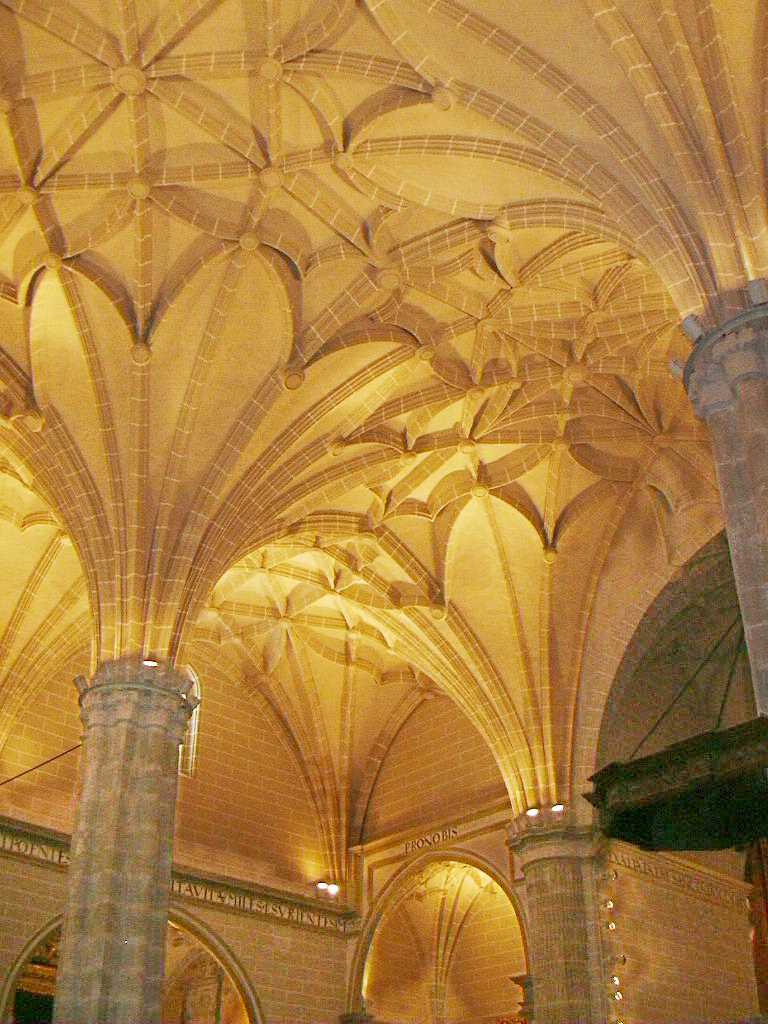
Tracería gótica de la bóveda.

Construida entre 1541 y 1559 según un proyecto de Pedro de Irazábal, es una iglesia gótica de transición al renacimiento, y carácter marcadamente aragonés. Siguiendo el ejemplo de La Seo de Zaragoza y la catedral de Barbastro, es una iglesia de salón de planta cuadrada de tres naves de igual altura separadas por arcos de medio punto y apuntados.

## Arte religioso

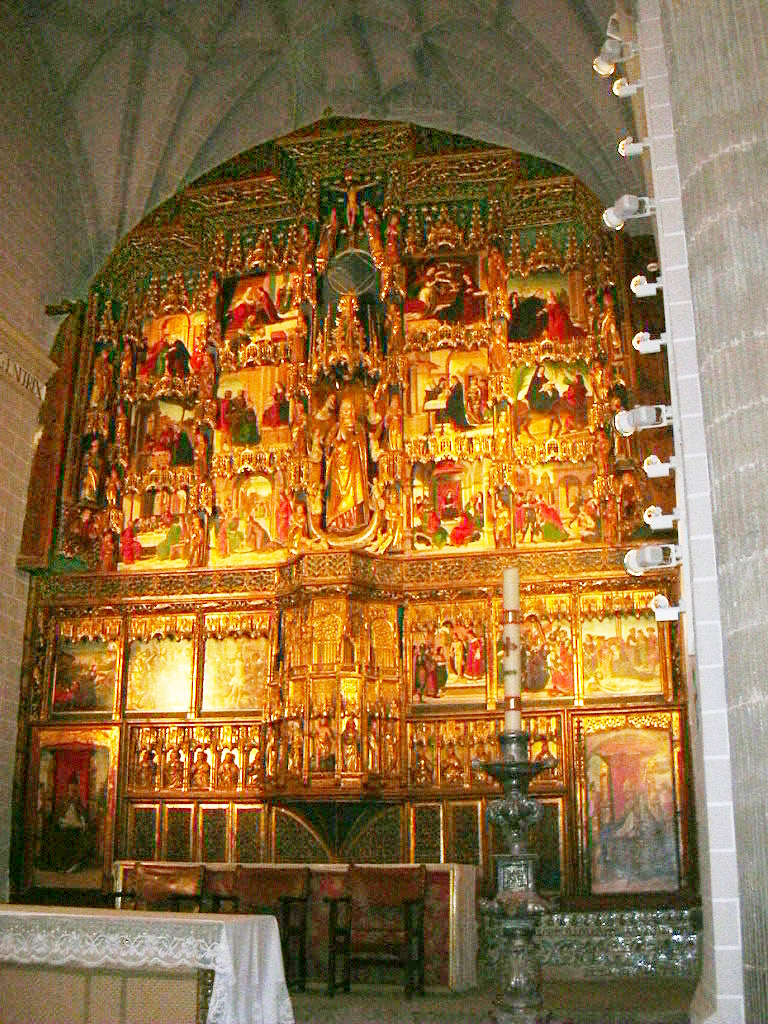
Retablo mayor (1490-1503) de Gil de Brabante y pintor desconocido
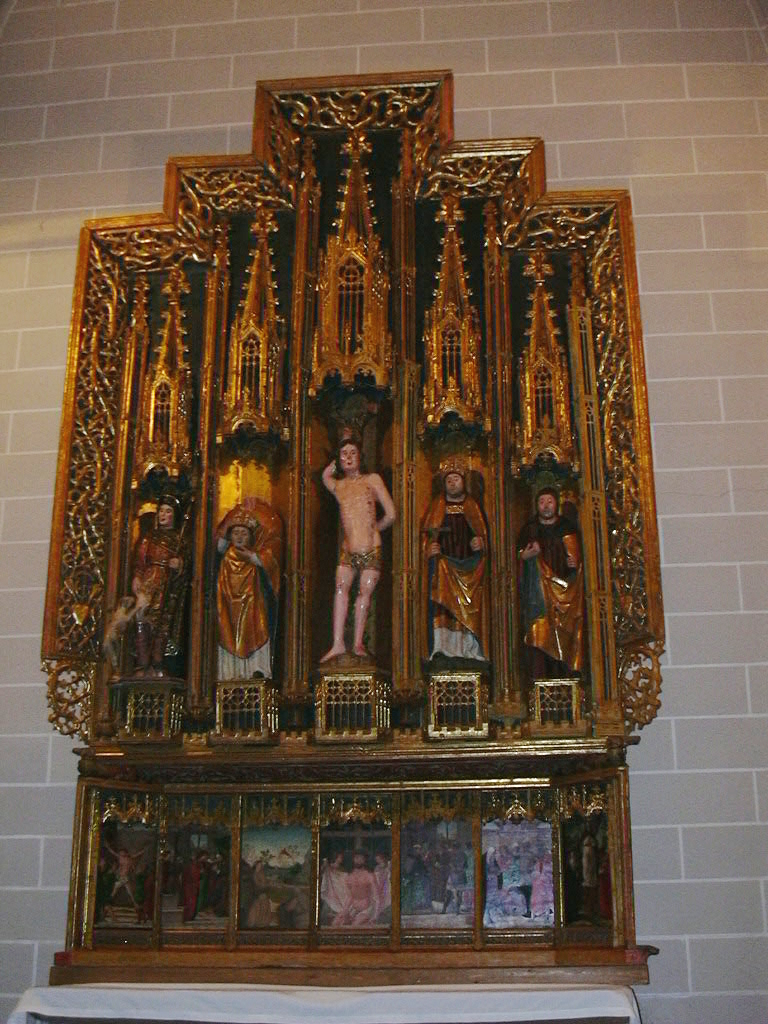
Retablo de San Sebastián (1503) de Gil de Brabante, Pedro de Aponte y Pedro de Dezpiota
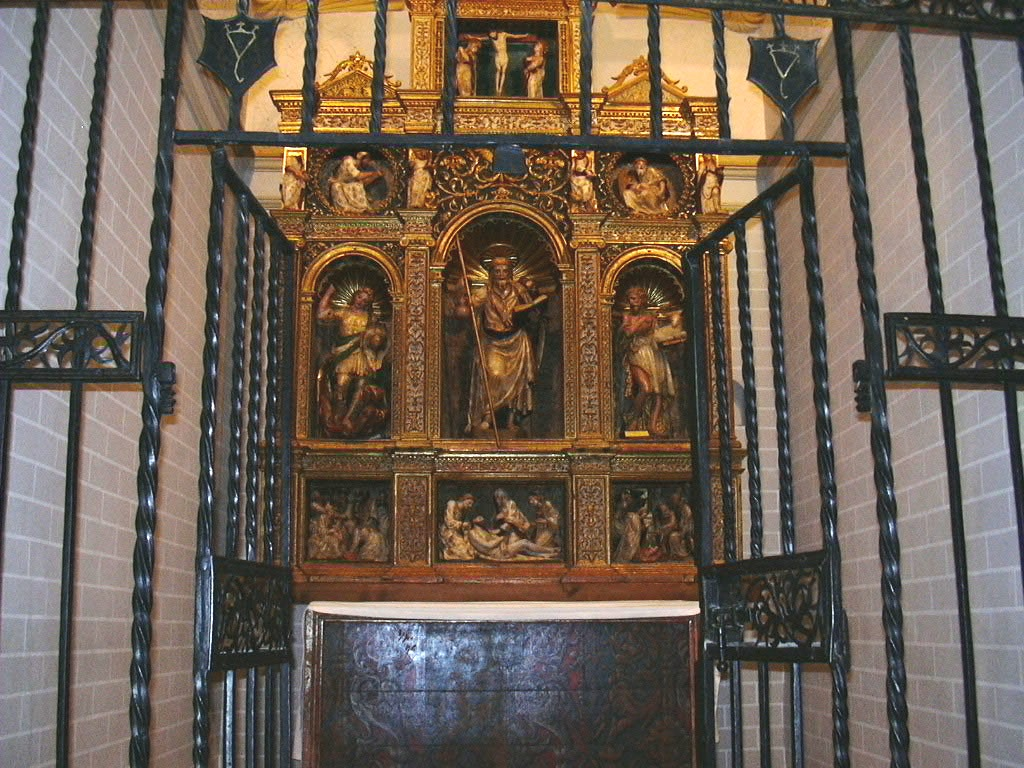
Retablo de Santiago (1532) de Damián Forment y Gabriel Joli
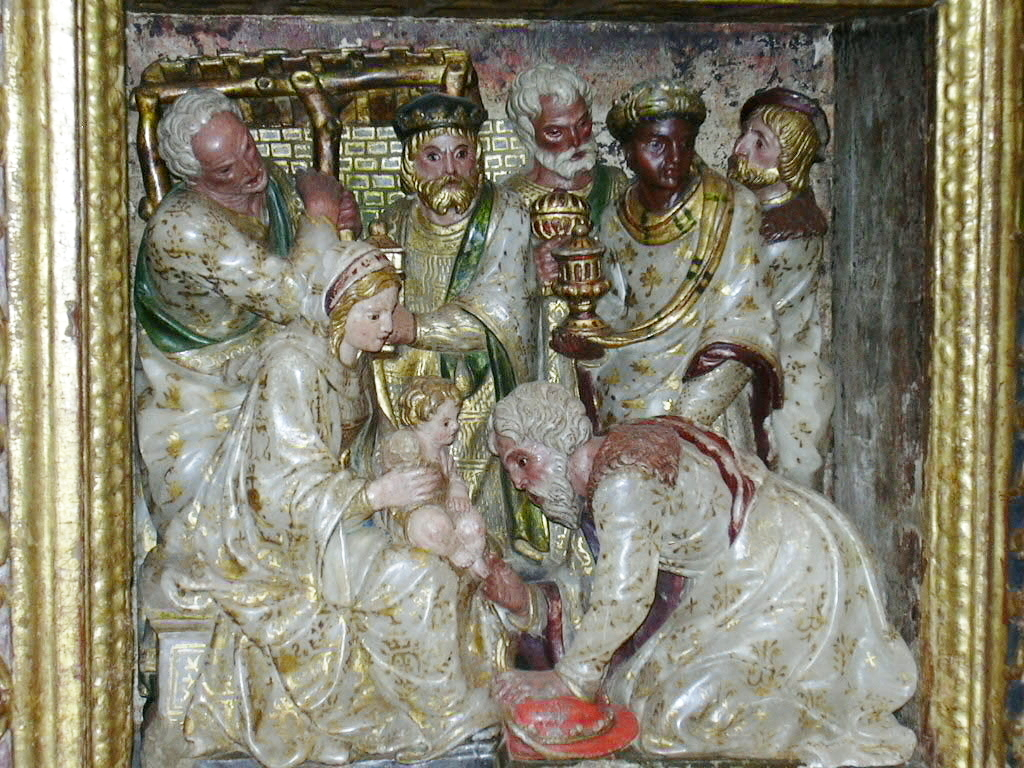
Ofrenda de los Reyes Magos. Detalle del retablo de Santiago
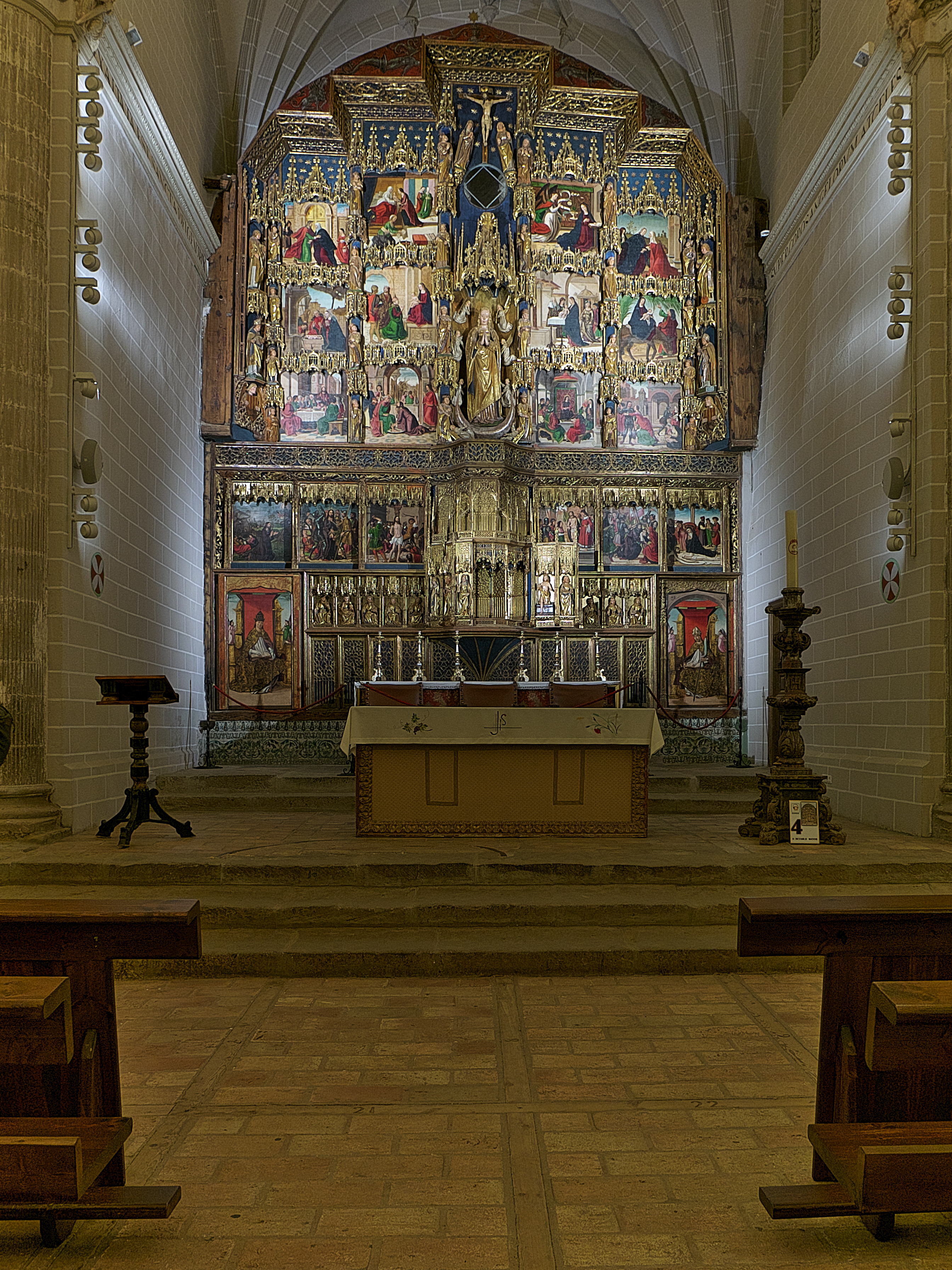
Retablo Mayor (1490-1503)